# Ciclo da violência
Em um relacionamento abusivo diversos padrões se repetem, a estes padrões dá-se o nome de Ciclo da Violência. O termo foi desenvolvido pela psicóloga estadunidense Lenore Walker, publicado pela primeira vez em 1979 na obra “The Battered Woman” (“A mulher agredida” - em tradução livre).

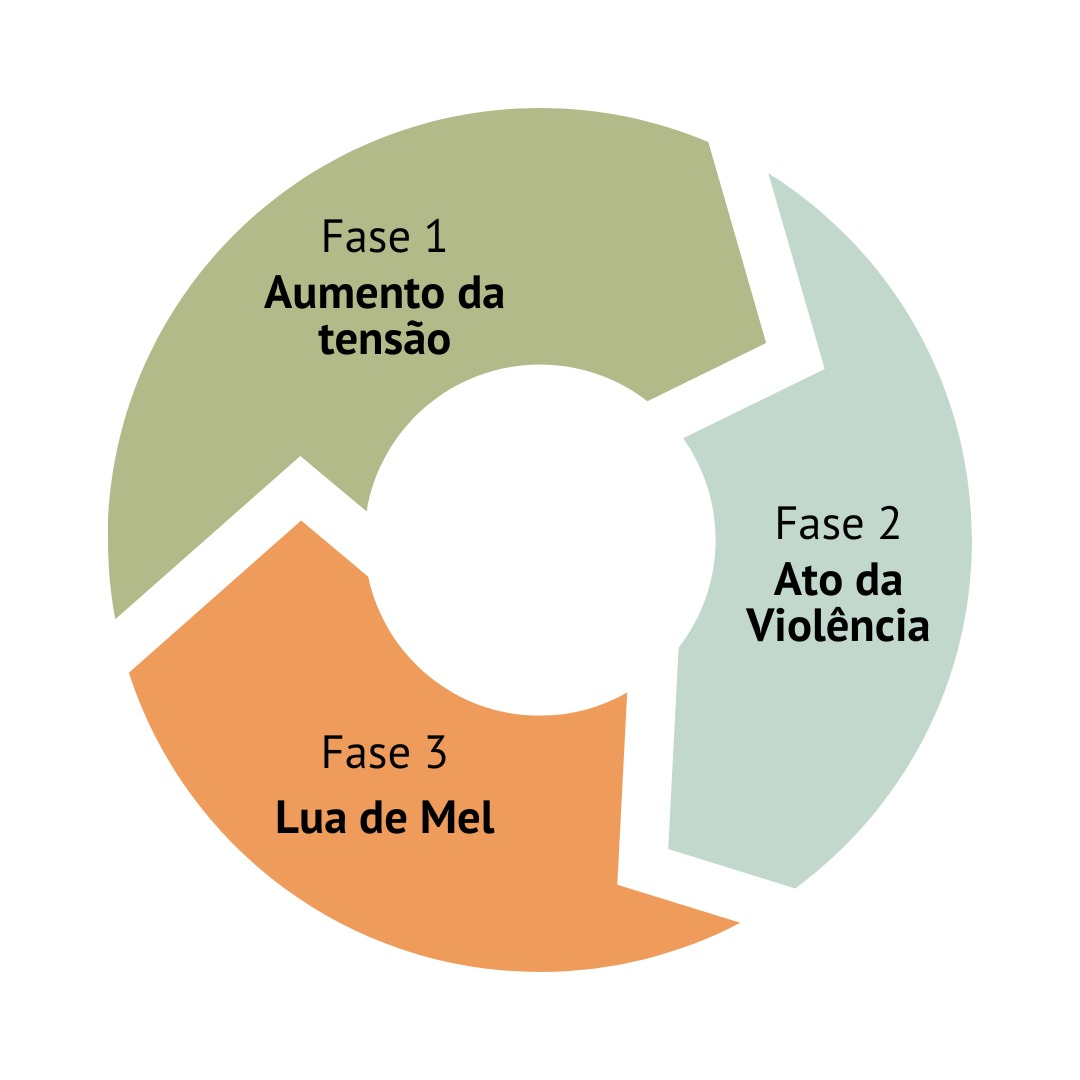
Ciclo da violência doméstica

De forma introdutória, o ciclo se resume a 3 (três) fases principais que são continuamente repetidas pela pessoa agressora: “Aumento da tensão”, “Ato da Violência” e “Lua de Mel” . A vítima, estando presa nesta sequência de etapas tão diferentes e emocionalmente envolvida, tem muita dificuldade em sair da situação. Assim, o conceito é entendido como ciclo, pois são várias etapas que se repetem incessantemente, até que o ciclo seja rompido pela vítima ou leve ao feminicídio.
Mesmo que o conceito tenha sido criado em 1979 se mantém bastante atual. Sendo uma ferramenta importante que permite identificar uma situação de violência. Muitas vezes a própria vítima pode compreender a situação em que está e romper o ciclo.

## FASE 1- Aumento da tensão
O sinais de agressão são sutis na primeira fase, o agressor se mostra irritadiço, faz ameaças e tem acessos de violência verbal contra a vítima. Também nesta fase, percebe-se uma tensão no relacionamento que vai aumentando aos poucos. Muitas vezes o agressor sabe como provocar dor emocional na vítima e utiliza isso a seu favor.
De forma mais específica, esta fase parte da violência verbal, psicológica e econômica. A vítima pode ter sentimentos de incerteza, justamente pela forma como é tratada pela agressor, sendo constantemente ameaçada de forma direta e indireta teme pelo término do relacionamento, além de não saber o que vai acontecer, até onde a violência pode ir.
Junto da incerteza que a vítima sente sobre seu relacionamento, vêm as desculpas e argumentações do parceiro(a) que tentam justificar a violência, com o intuito inclusive de culpabilizar a própria vítima pela violência que está sofrendo. Nesta situação, o agressor utiliza qualquer ato, palavra ou comportamento da vítima para justificar seu comportamento agressivo.

## FASE 2- Ato da violência
Na segunda fase há uma falta de controle do agressor (Explosão) na qual leva ao ato de violência, gerada pelo acúmulo de tensão da Fase 1 do ciclo  podendo essa ser, de qualquer natureza ( Física, sexual, psicológica, moral ou patrimonial). Em que as violências que já existiam na Fase 1 são ampliadas e essa mulher se sente ainda mais vulnerável e fragilizada.
Segundo, Cuervo,M. M., e Martínez,J. F.(2013) na fase da explosão (Atos de violência) pode estar presente além da violência por parte do agressor, a autoproteção ou defesa por parte da vítima. Pois ela, mesmo muitas das vezes tendo consciência do que está acontecendo e do risco em que se encontra, essa mulher se encontra em um estado de paralisia e impossibilidade de reação devido ao ambiente estressor em que está inserida.
Durante essa etapa ela sofre uma grande tensão psicológica e permanece em estado de alerta a todo momento, podendo ter sintomas de insônia, perda de peso, fadiga constante, ansiedade, além de ter uma confusão de sentimentos como medo, ódio, solidão, pena de si mesma, vergonha, e dor. Normalmente é durante essa fase que ocorre o feminicídio, pois ao longo do tempo as violências vão escalonando,  com uma duração menor do ciclo e maior intensidade.

Porém “nesse momento, ela também pode tomar algumas decisões− as mais comuns são: buscar ajuda, denunciar, esconder-se na casa de amigos e parentes, pedir a separação e até mesmo suicidar-se. Geralmente, há um distanciamento do agressor.” (IMP) 
De acordo com o IMP (Instituto Maria da Penha) e a Lei 11.340 essas são as classificações e exemplificações de cada tipo de violência:

### Tipos de violência[12]

#### Violência Física
Qualquer conduta que ofenda a integridade ou saúde corporal da mulher.
- Espancamento, atirar objetos, sacudir e apertar os braços, estrangulamento ou sufocamento, lesões com objetos cortantes ou perfurantes, ferimentos causados por queimaduras, ferimentos causados por armas de fogo e tortura.

#### Violência Psicológica
Conduta que cause dano emocional e diminuição da autoestima; prejudique e perturbe o pleno desenvolvimento da mulher; ou vise degradar ou controlar suas ações, comportamentos, crenças e decisões.
- Ameaças, constrangimento, humilhação, manipulação, isolamento (proibir de estudar e viajar ou de falar com amigos e parentes), vigilância constante, perseguição contumaz, insultos, chantagem, exploração, limitação do direito de ir e vir, ridicularização, tirar a liberdade de crença e gaslighting (distorcer e omitir fatos para deixar a mulher em dúvida sobre a sua memória e sanidade).

#### Violência Sexual
Qualquer conduta que constranja a presenciar, a manter ou a participar de relação sexual não desejada mediante intimidação, ameaça, coação ou uso da força
- Estupro, obrigar a mulher a fazer atos sexuais que causam desconforto ou repulsa, impedir o uso de métodos contraceptivos ou forçar a mulher a abortar, forçar matrimônio ou gravidez, prostituição por meio de coação, chantagem, suborno ou manipulação e limitar ou anular o exercício dos direitos sexuais e reprodutivos da mulher.

#### Violência Moral
Qualquer conduta que configure calúnia, difamação ou injúria.
- Acusar a mulher de traição, emitir juízos morais sobre a conduta, fazer críticas mentirosas, expor a vida íntima, rebaixar a mulher por meio de xingamentos que incidem sobre a sua índole e desvalorizar a vítima pelo seu modo de se vestir.

#### Violência Patrimonial
Conduta que configure retenção, subtração, destruição parcial ou total de seus objetos, instrumentos de trabalho, documentos pessoais, bens, valores e direitos ou recursos econômicos, incluindo os destinados a satisfazer suas necessidades.
- Controlar o dinheiro, deixar de pagar pensão alimentícia, destruição de documentos pessoais, furto, extorsão ou dano, estelionato, privar de bens, valores ou recursos econômicos e causar danos propositais a objetos da mulher ou dos quais ela goste.

## FASE 3 - Lua de Mel
Esta fase também pode ser traduzida como fase de reconciliação. Recebe esse nome por ser o momento em que o agressor pede desculpas à vítima e tudo parece ter sido resolvido. Sempre depois da violência vem o arrependimento e um comportamento carinhoso, como se nada houvesse acontecido.
Neste momento, o agressor faz promessas de que não repetirá o comportamento agressivo. Portanto, muitas mulheres buscam entender a situação como algo cotidiano, que faz parte de sua dinâmica familiar, aceitando a violência. Também, pode existir um sentimento de culpa da vítima, acreditando que na realidade toda a situação foi ocasionada por sua responsabilidade, assumindo, portanto, que aprendeu uma lição e se não agir de tal maneira novamente a violência realmente não vai se repetir.
Diante da sociedade, muitas mulheres se sentem pressionadas a manter o relacionamento, pensando até mesmo nos filhos e como serão vistas por outras pessoas, buscando acreditar nas promessas do agressor. Dessa forma, em algum momento chega-se ao final da fase da Lua de Mel, levando novamente a Fase 1 - Aumento da Tensão e reiniciando o ciclo novamente.

## Conceito de Espiral da violência

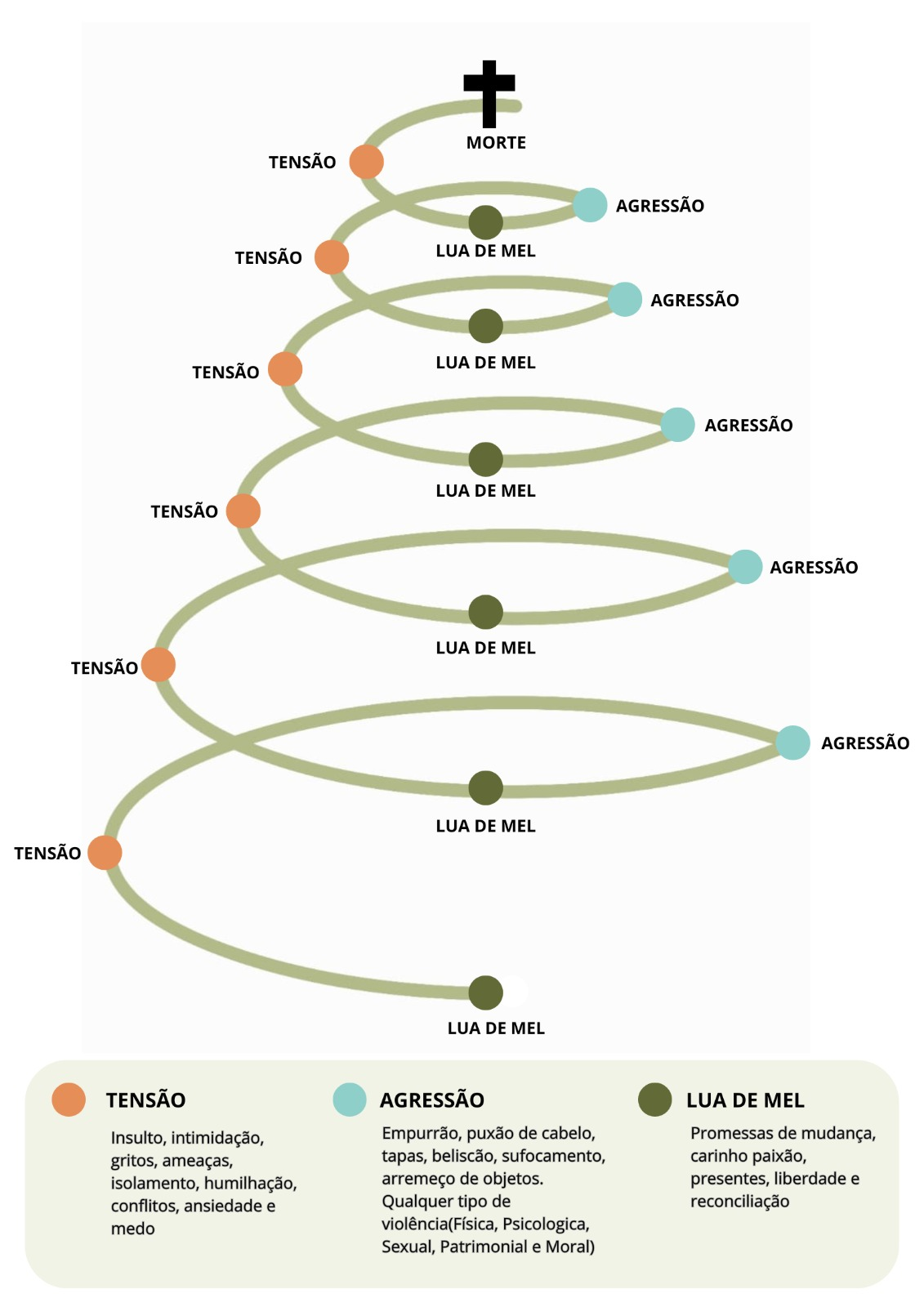
Espiral da violência doméstica

A espiral da violência é um termo que começou a ser utilizado mais recentemente, pois segundo Leonor Walker as mulheres que estão em relacionamentos abusivos não percebem a sua nocividade pois estão em um ciclo que vai se repetindo. Desse modo a cada vez que o ciclo da violência (Tensão, Ato da violência e Lua de Mel) se repete, ele ocorre de forma mais intensa e com mais frequência, seu encurtamento vai formando uma espiral e afunilando ao longo do tempo, podendo ter seu fim em um feminicídio

## Como o ciclo da violência afeta a saúde mental e física dessas mulheres?
A violência doméstica atinge repercussões em vários aspectos da vida da mulher, no trabalho, nas relações sociais e na saúde física e emocional. O aspecto cíclico dessa violência a afeta de maneira frequente, visto que a mulher em situação de violência se sente amedrontada e envergonhada, gerando sentimentos de impotência, passividade, vergonha, decepção, culpa e sofrimento.
Desde a década de 80 que a OMS (Organização Mundial de Saúde) considera a violência assunto de saúde pública pela sua dimensão e pela gravidade das sequelas físicas e emocionais que produz. Afetando a saúde e o bem-estar dessa mulher.  

### Pesquisas correlacionam à violência a:
- Distúrbios gastrointestinais,
- Lesões,
- Infecções Sexualmente Transmissíveis,
- Gravidez não desejada,
- Sentimento de culpa,
- Baixa autoestima,
- Depressão,
- Ansiedade,
- Suicídio,
- Transtornos alimentares,
- Alcoolismo e abuso de drogas,
- Estresse pós-traumático,
- Fobias e pânico,
- Entre outros fatores...

Esse sofrimento psíquico tem um efeito cumulativo, que a longo prazo podem desenvolver doenças psicossomáticas variadas interferindo no bem-estar e no desenvolvimento da saúde psicológica dessa mulher.
Segundo o Banco Mundial, 1 em cada 5 dias de falta ao trabalho é causado pela violência doméstica e a cada 5 anos que está mulher sofre violência, ela perde um 1 de vida saudável (Ribeiro & Coutinho, 2011)
Desse modo percebe-se que a violência além de destruir a liberdade e a qualidade de vida das mulheres, afetando suas esferas pessoal, familiar e social, causa tanto danos físicos, quanto sequelas psicológicas significativas.